# Réseau de recherche des universités des îles du Pacifique
Le Réseau de recherche des universités des îles du Pacifique (en anglais Pacific Islands Universities Research Network, PIURN) est un réseau universitaire, à but non lucratif, dont les objectifs sont de soutenir la création et le partage intrarégional ou interrégional de connaissances et de préparer des recommandations pour le développement d'un cadre pour une politique intégrée en sciences, technologies et innovation dans le Pacifique insulaire.
L'association a été fondée le 10 juillet 2013, et son secrétariat est assuré par l'université du Pacifique Sud à Suva, capitale des Fidji. Le directeur est depuis sa création Jito Vanualailai, professeur associé et directeur de recherche en mathématiques au sein de l'université du Pacifique Sud aux Fidji. 

## Historique
Une réunion des vice-chanceliers ou hauts dignitaires de dix universités de l'océan Pacifique s'est tenue à Suva aux Fidji, sur le campus principal de l'université du Pacifique Sud, afin de discuter de la création d'un réseau entre elles. Ceci aboutit à une résolution commune proposant : « Qu'un Réseau de recherche des universités des îles du Pacifique (PIRUN) soit établi avec le but principal de construire à partir de la capacité éducative de qualité de ces universités afin de permettre une collaboration de recherche et développement en sciences, technologies et innovation, pour mieux servir les besoins et les aspirations des communautés du Pacifique. Afin de rechercher une forte inclusion des initiatives en STI dans le Plan Pacifique mis à jour et pour faire avancer davantage le développement du cadre politique régional en STI ». Un groupe de travail est également constitué avec dix représentants des universités fondatrices, afin de rédiger en six mois un rapport sur la structure opérationnelle à donner au futur réseau, tandis qu'une administration provisoire est mise en place avec Jito Vanualailai de l'université du Pacifique Sud comme coordinateur par intérim, Anne Rouault (chef d'administration de recherche de l'université de la Nouvelle-Calédonie) comme assistante coordinatrice par intérim, et un secrétariat accueilli dans un premier temps pendant trois ans par l'université du Pacifique Sud à Suva. 
Les dirigeants de ces universités fondatrices ont officialisé la création du réseau à Suva le 10 juillet 2013. Le mémorandum de coopération (MoC) est finalement signé le 29 août 2014 à Apia aux Samoa, avant que le PIURN ne tienne sa première conférence à Nouméa du 5 au 7 novembre 2014.

## Conférences du réseau
Les membres du réseau de recherche des universités du Pacifique insulaire se réunissent tous les deux ans. L'organisation des éditions biennale est donc chaque fois confiée à une université membre différente.
La première conférence du réseau PIURN s'est tenu du 3 au 7 novembre 2014 sur le campus de l'Université de la Nouvelle-Calédonie (UNC). Les échanges se sont articulés autour de la problématique des "Nouvelles relations des Océaniens à leur terre et à leur environnement: Appartenance versus propriété". 
La deuxième conférence du réseau a eu lieu du 19 au 21 septembre au sein de l'Université Nationale des Samoa (NUS) sur le thème des défis de durabilité dans les îles du Pacifique. 
Enfin, la troisième conférence du réseau se tiendra du 8 au 10 octobre 2018 sur le campus de l'Université de la Polynésie française (UPF). Cette année, les participants auront l'occasion de discuter et de débattre d'une thématique générale qu'est les "Savoirs traditionnels, savoirs académiques et orientations de la recherche universitaire au sein de la région Pacifique". Les acteurs de la recherche et de l'innovation travaillant dans le Pacifique sont invités à soumettre leur proposition de contribution pour l'un des panels proposé avant le mardi 5 juin 2018. Les inscriptions et les dépôts de communications se font sur le site de la conférence: https://piurn2018.sciencesconf.org. 

## Membres
| Pays                                          | Institution(s) |
| --------------------------------------------- | --- |
| Fidji                                         | Université du Pacifique Sud Université nationale des Fidji Université des Fidji |
| France Nouvelle-Calédonie Polynésie française | Université de la Nouvelle-Calédonie Université de la Polynésie française |
| Îles Cook                                     | Université du Pacifique Sud-Rarotonga |
| Îles Marshall                                 | Université du Pacifique Sud-Majuro |
| Kiribati                                      | Université du Pacifique Sud-Bairiki |
| Nauru                                         | Université du Pacifique Sud-Nauru |
| Niue                                          | Université du Pacifique Sud-Alofi |
| Papouasie-Nouvelle-Guinée                     | Université adventiste du Pacifique Université de Goroka Université de Papouasie-Nouvelle-Guinée Université des ressources naturelles et de l'environnement de Papouasie-Nouvelle-Guinée Université de technologie de Papouasie-Nouvelle-Guinée Université de la parole divine |
| Îles Salomon                                  | Université du Pacifique Sud-Honiara Université Nationale des îles Salomon |
| Samoa                                         | Université nationale des Samoa Université du Pacifique Sud-Apia |
| Tokelau                                       | Université du Pacifique Sud-Tokelau |
| Tonga                                         | Université du Pacifique Sud-Nukuʻalofa |
| Tuvalu                                        | Université du Pacifique Sud-Funafuti |
| Vanuatu                                       | Université du Pacifique Sud-Port-Vila |